# 下泉全暁
下泉全暁（しもいずみ　ぜんぎょう、1954年-　）は、真言宗の僧侶。
徳島県生まれ。京都大学工学部・文学部仏教学科卒業。徳島県美馬市の最明寺（真言宗大覚寺派）住職。

## 著書
- 『応用自在真言宗の諷誦文 作り方と文例集』青山社 2009
- 『真言宗晋山式次第』青山社 2010
- 『真言宗仏前結婚式次第』青山社 2010
- 『不動明王 智慧と力のほとけのすべて』春秋社 2013

### 共編著
- 『密教仏像図典 インドと日本のほとけたち』頼富本宏共著 人文書院 1994
- 『真言宗祈願・回向文例集成』四季社 1997　
  - 宮坂宥勝・稲谷祐宣監修、麻生弘道・新井慧誉・笹尾正道・萩原鋭寛・三宅徹海・森英真・山路天酬・山田一眞・頼富本宏共編
- 『諸尊経典要義 仏さまの功徳と由来 十三仏篇』編著 青山社 2001
- 『実修・書写梵字宝典』渡辺俊雄共編著 青山社 2006
- 『史上最強図解般若心経入門』頼富本宏編著 那須真裕美共著 ナツメ社 2012
- 『仏さまの功徳を説くお話 法話資料集』編著 青山社 2014

## 論文
- Cinii